# Zeledons Zwergbeutelratte
Zeledons Zwergbeutelratte (Marmosa zeledoni) ist eine Beuteltierart, die in Nicaragua, Costa Rica und Panama, sowie in zwei kleinen, voneinander und vom Rest des Vorkommens isolierten Gebieten im Departamento de Nariño und in Valle del Cauca im westlichen, küstennahen Kolumbien vorkommt.

## Beschreibung
Die Tiere erreichen eine Kopfrumpflänge von 12 bis 16,2 (Männchen) bzw. 11,9 bis 14,5 cm (Weibchen), haben einen 14,5 bis 21 (Männchen) bzw. 14,9 bis 19,7 cm (Weibchen) langen Schwanz und erreichen ein Gewicht von 28 bis 100 g. Der Schwanz ist damit im Schnitt etwa 28 % länger als Kopf und Rumpf zusammen. Das Rückenfell und die Kopfoberseite sind dunkel rötlichbraun, die Körperseiten sind etwas heller als der Rücken. Ältere Tiere bekommen ein graubraunes Fell, das mit rötlichbraunen Haaren durchsetzt ist. Die Schnauzenmitte ist heller als die Kopfoberseite, kontrastiert aber nicht besonders deutlich mit dieser. Rund um die schwarzen Augen finden sich schwärzlich-braune bis schwärzliche Augenringe die nicht bis zu den Basen der Ohren reichen. Das Fell der Unterseite vom Kinn bis zum Anus, die Halsseiten und die Innenseiten von Vorder- und Hinterbeinen sind rötlich oder bräunlich. Ein gelblicher oder orangefarbener Fellstreifen verläuft vom Kinn bis zum Anus. Die Vorderpfoten sind rotbraun, die Hinterfüße sind rotbraun bis hellbraun. Die körpernahen 10 % des Schwanzes sind behaart, der Rest ist unbehaart. Der nackte Schwanzabschnitt ist dunkelbraun und auf der Unterseite manchmal heller als auf der Oberseite. Weibchen haben keinen Beutel. Die Anzahl der Zitzen liegt bei neun oder elf, je vier oder fünf an jeder Seite und eine mittige. Der Karyotyp der Tiere ist bisher unbekannt.

## Lebensraum und Lebensweise
Zeledons Zwergbeutelratte lebt in Tiefland- und Bergregenwäldern von Meeresspiegelniveau bis in Höhen von 100 bis 2200 Metern. Sie ist in größeren Höhen ihres Verbreitungsgebietes häufiger als weiter unten. Ihre Ernährung in freier Wildbahn ist bisher noch nicht untersucht worden. In menschlicher Obhut gehaltene Tiere fraßen Motten, Würmer, Früchte und die Eingeweide von Mäusen und Vögeln. Über ihre Aktivitätsmuster und das Fortpflanzungsverhalten ist bisher nicht bekannt. Ein Exemplar wurde in einem Vogelnest gefangen, während sie dabei war es für sich in Besitz zu nehmen.

## Status
Zeledons Zwergbeutelratte ist von der IUCN noch nicht gesondert erfasst worden, da ihre Populationen der Mexikanischen Zwergbeutelratte (Marmosa mexicana) zugerechnet wurden ohne als eigenständige Unterart zu gelten und erst im Jahr 2010 im Zuge einer Revision der Gattung Marmosa wieder zu einer eigenständigen Art wurde.

## Belege
1. 1 2 3 4  Diego Astúa: Family Didelphidae (Opossums). in Don E. Wilson, Russell A. Mittermeier: Handbook of the Mammals of the World – Volume 5. Monotremes and Marsupials. Lynx Editions, 2015, ISBN 978-84-96553-99-6, S. 138.
2. ↑  Rogério V. Rossi, Robert S. Voss, Darrin P. Lunde: A Revision of the Didelphid Marsupial Genus Marmosa Part 1. The Species in Tate's ‘Mexicana’ and ‘Mitis’ Sections and Other Closely Related Forms. Bulletin of the American Museum of Natural History, 82(11):1-83 (2010). doi: 10.1206/334.1